# Хосе Мартін Меоланс
Хосе Мартін Меоланс (ісп. José Meolans, 12 червня 1978) — аргентинський плавець.
Учасник Олімпійських Ігор 1996, 2000, 2004, 2008 років.
Чемпіон світу з плавання на короткій воді 2002 року, призер 1999, 2006 років.
Переможець Панамериканських ігор 2003 року, призер 1999, 2007 років.